# Цель (психология)
Цель (психология)  — субъективный образ конечного результата, регулирующий ход деятельности. Цель может существовать в форме знания, представления или даже восприятия (при копировании картины, например). В психологической теории деятельности цель по отношению к мотиву выступает как его конкретизированная, наглядная форма.